# Твардув
Твардув (пол. Twardów) — село в Польщі, у гміні Котлін Яроцинського повіту Великопольського воєводства.
Населення — 597 осіб (2011).
У 1975-1998 роках село належало до Каліського воєводства.

## Демографія
Демографічна структура станом на 31 березня 2011 року:
|          | Загалом | Допрацездатний вік | Працездатний вік | Постпрацездатний вік |
| -------- | ------- | ------------------ | ---------------- | -------------------- |
| Чоловіки | 288     | 74                 | 189              | 25                   |
| Жінки    | 309     | 58                 | 188              | 63                   |
| Разом    | 597     | 132                | 377              | 88                   |